# Valfrid Wikholm
Johan Valfrid Wikholm, född 30 mars 1877 i Ekeby församling, Östergötlands län, 26 december 1948 Linköpings församling, Östergötlands län, var en svensk författare och seminarielärare.

## Biografi
Valfrid Wikholm föddes 1877 på Boxholms bruk i Ekeby församling. Han avlade folkskollärarexamen 1901. Wikholm blev senare lärare vid Frimurarebarnhusets skola i Stockholm och var från vårterminen 1903 lärare i övningsskolan vid Folkskoleseminariet i Strängnäs, där han efterträdde D. Olsson. Han blev 1932 seminarielärare i Linköping. Wikholm avled 1948 i Linköpings församling.
Wikström utförde harmoniseringsarbetet och redigering av musik i Svensk söndagsskolsångbok (1929), tillsammans med organisten Karl Eliasson. Valfrid Wikholm är begravd på Södra Björke kyrkogård.

## Kompositioner
- Kaj och Maj och andra barnsånger (Svenska missionsförbundets förlag, Stockholm, 1923).[16]

- Två religiösa sånger för en eller två röster (Söndagsskolförlaget, Stränges, 1925). Tillägnad Gunnar Petersén.

1. Skaparens skönaste verk.
2. I trygghet.

- Sånger för en eller två röster till piano eller orgel (Söndagsskolförlaget, Stränges, 1929).

1. Tröttna ej. Text av C-n.
2. Varje själ har sin väg. Text av Anna Ölander.

- Att giva, för sång och piano (Söndagsskolförlaget, Stränges, 1930). Text av O. L.

- Religiösa solosånger till piano eller orgel (Söndagsskolförlaget, Linköping, 1944).

1. Ett ord utav dig det är nog.
2. Jag fattar med bävande händer.

## Sånger
- O Gud, du vare lovad
- Solen lyser
- En är gåvan framför andra
- Det finns en tråd så stark, så fin